# Schutzkorps (Finnland)

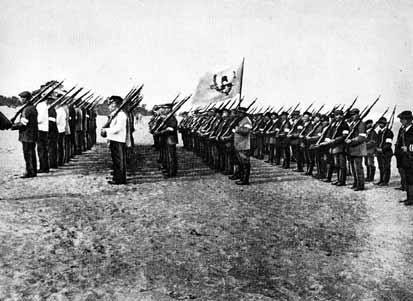
Gruppe von Soldaten des Schutzkorps von Seitskär 1917.

Das Schutzkorps (schwedisch Skyddskåren, finnisch Suojeluskunta) war eine bewaffnete paramilitärische Einheit in Finnland, die seit dem 15. Januar 1918 die Nationalgarde und die Rumpftruppe der Weißen Armee in Finnland bildete. Sie war auf der Siegerseite des Finnischen Bürgerkrieges. 
Teile des weiter bestehenden Schutzkorps nahmen an einem gescheiterten Putschversuch der Lapua-Bewegung im Jahr 1932 (die als Mäntsälä-Revolte bekannt wurde) teil, die Führung blieb aber loyal zur Regierung. 
Das Schutzkorps bestand als militärische Organisation bis zum Waffenstillstand von Moskau 1944, der den finnisch-sowjetischen Fortsetzungskrieg beendete. Auf Forderung der Sowjetunion wurde das Schutzkorps Finnlands auf der Pariser Friedenskonferenz 1946 als faschistoide Organisation verboten.

## Stärke
| Ende 1917                              | 30.000 Mann        |
| Zu Beginn des finnischen Bürgerkrieges | 35.000–40.000 Mann |
| Zum Ende des finnischen Bürgerkrieges  | 70.000 Mann        |
| 1920                                   | 100.000 Mann       |